# Omval (Amsterdam)

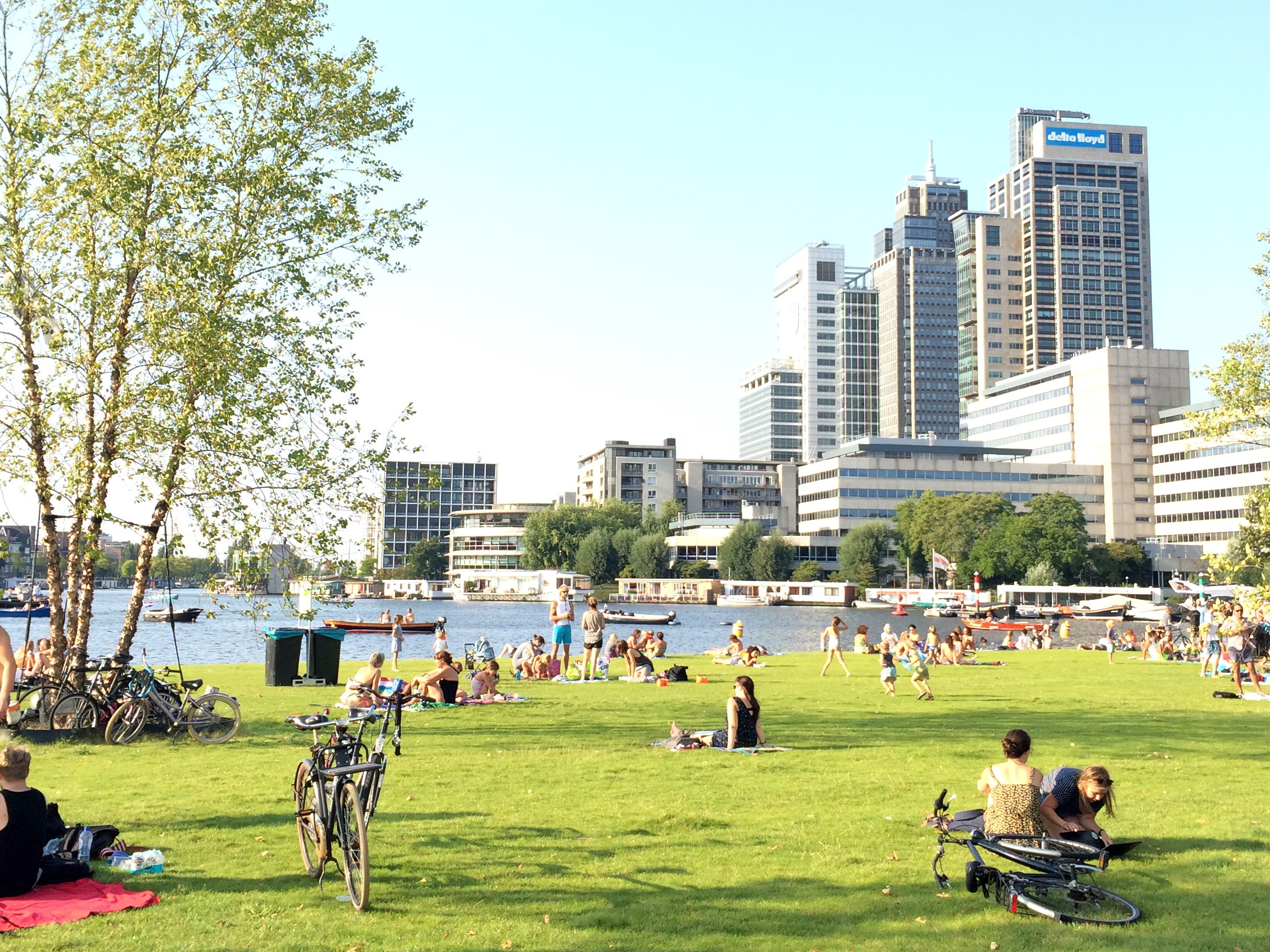
De Omval gezien vanaf de Korte Ouderkerkerdijk aan de andere kant van de Amstel.

De Omval is een landtong aan de oostelijke oever van de Amsterdamse rivier de Amstel in het middendeel van de Weesperzijde, grenzend aan het Amstelstation in stadsdeel Oost.

## Geschiedenis
De Omval was oorspronkelijk een tot de gemeente Ouder-Amstel behorend schiereiland tussen een bocht in de rivier de Amstel en de in de 17e eeuw drooggelegde Watergraafsmeer. Op 1 januari 1921 is de Omval bij de gemeente Amsterdam gevoegd.
Een ets uit 1645 van Rembrandt van Rijn, die in de omgeving ook tekende, toont de Omval met op de voorgrond een vrijend paartje onder een oude wilgenboom.
In de 20e eeuw was de Omval een aan de rand van de stad gelegen bedrijventerrein. Inmiddels is het een, ook per openbaar vervoer, goed bereikbaar zakencentrum aan de rand van de Watergraafsmeer en Rivierenbuurt. 

## Bedrijven
Op de Omval stond tot 1964 een deel van de voormalige cacaofabriek Blooker. Het portiershuisje uit 1886 is in 2003 opnieuw opgebouwd en doet dienst als café.
Andere bedrijven die op de Omval waren gevestigd zijn onder andere conservenfabriek Puralimento, stofzuigerfabriek Efa Produka, schoensmeerfabriek Erdal, Ministerie van Defensie, een school van de PTT, houtskoolbrikettenfabriek Rijnders, mandenmakerij Westerhof, kuiperij en fusthandel Janus, Bertels Oliefabriek en de chemische fabriek Maschmeijer.

## Hoogbouw

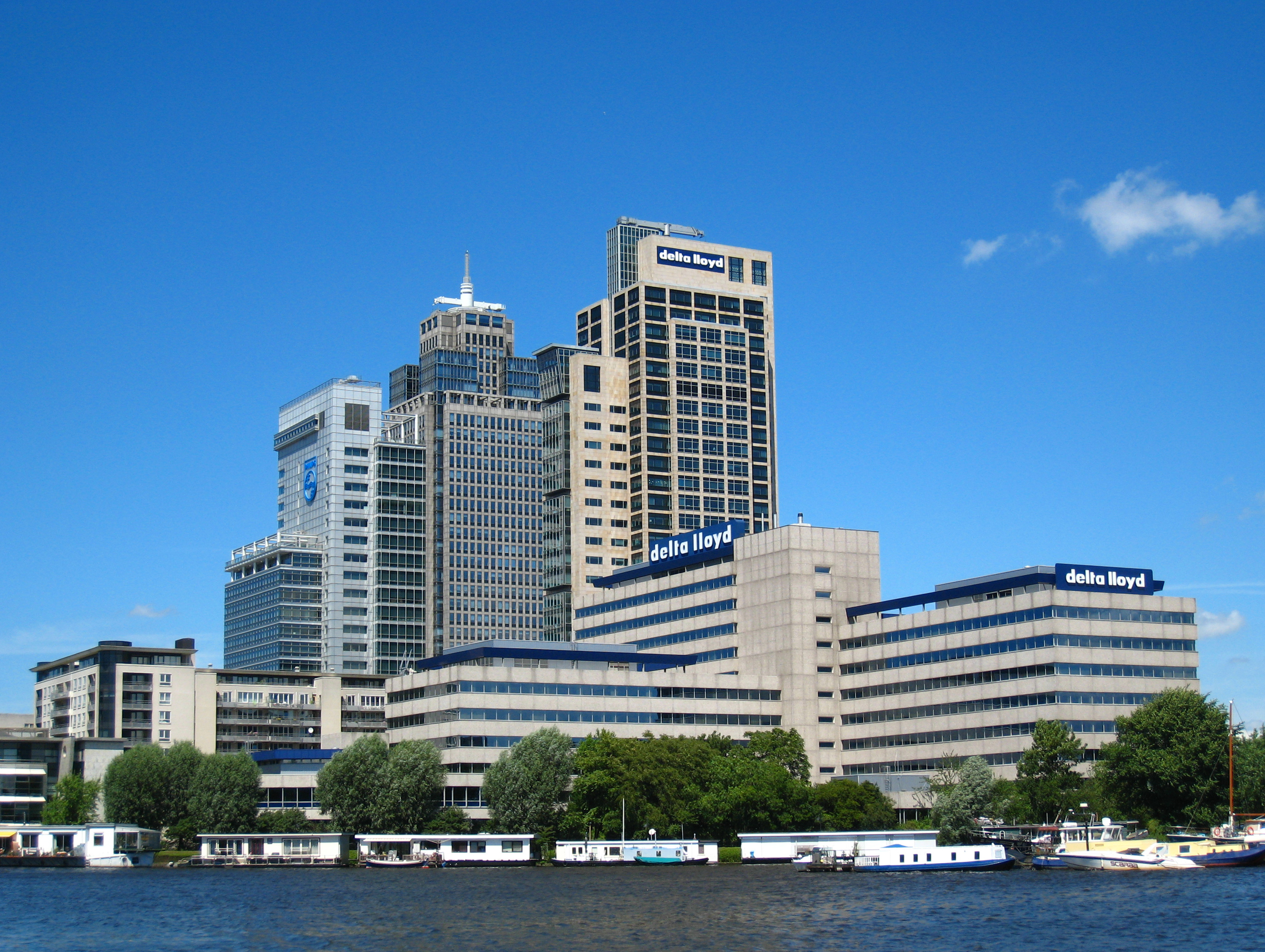
Kantoortorens aan de Omval langs de Amstel.

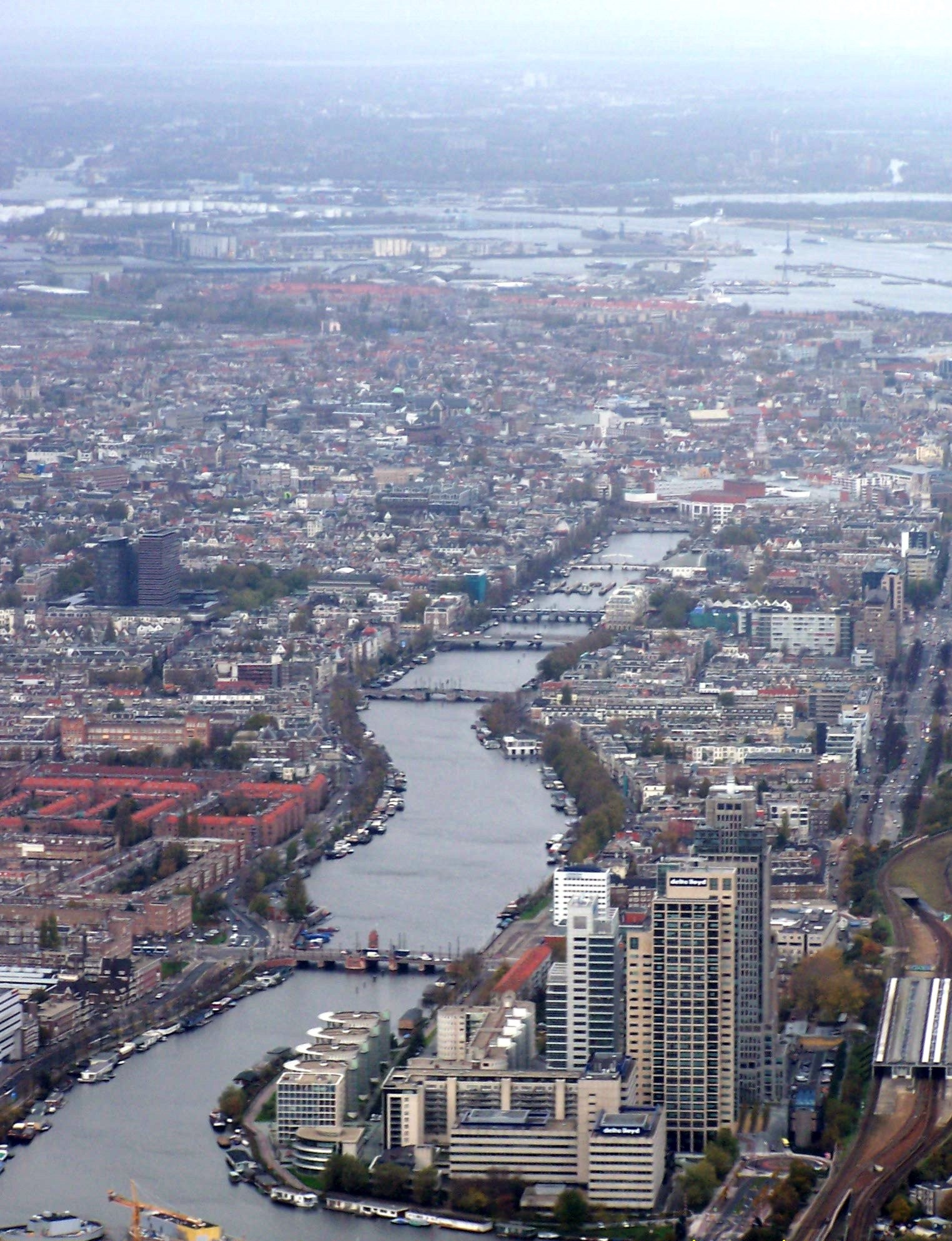
De Amstel, in de richting van het het IJ, rechtsonder de hoogbouw aan De Omval

In 1987 keurde de Amsterdamse gemeenteraad de plannen goed om op de Omval drie naar Nederlandse schilders vernoemde kantoortorens te bouwen: de Rembrandttoren, de Mondriaantoren en de Breitnertoren. De Rembrandttoren is het hoogste gebouw van de stad.
Naast de Rembrandttoren, waar tot in de jaren 90 het hoofdkantoor van de Postbank voorheen de Rijkspostspaarbank lag, was tot 2022 de Hogeschool van Amsterdam met de locatie Leeuwenburg gevestigd. Met een oppervlakte van 65.000 m² was de Leeuwenburg, een van de grootste locaties van de Hogeschool. Langs de oever van de Amstel staan naast kantoorgebouwen ook appartementsgebouwen.

### Historische beelden

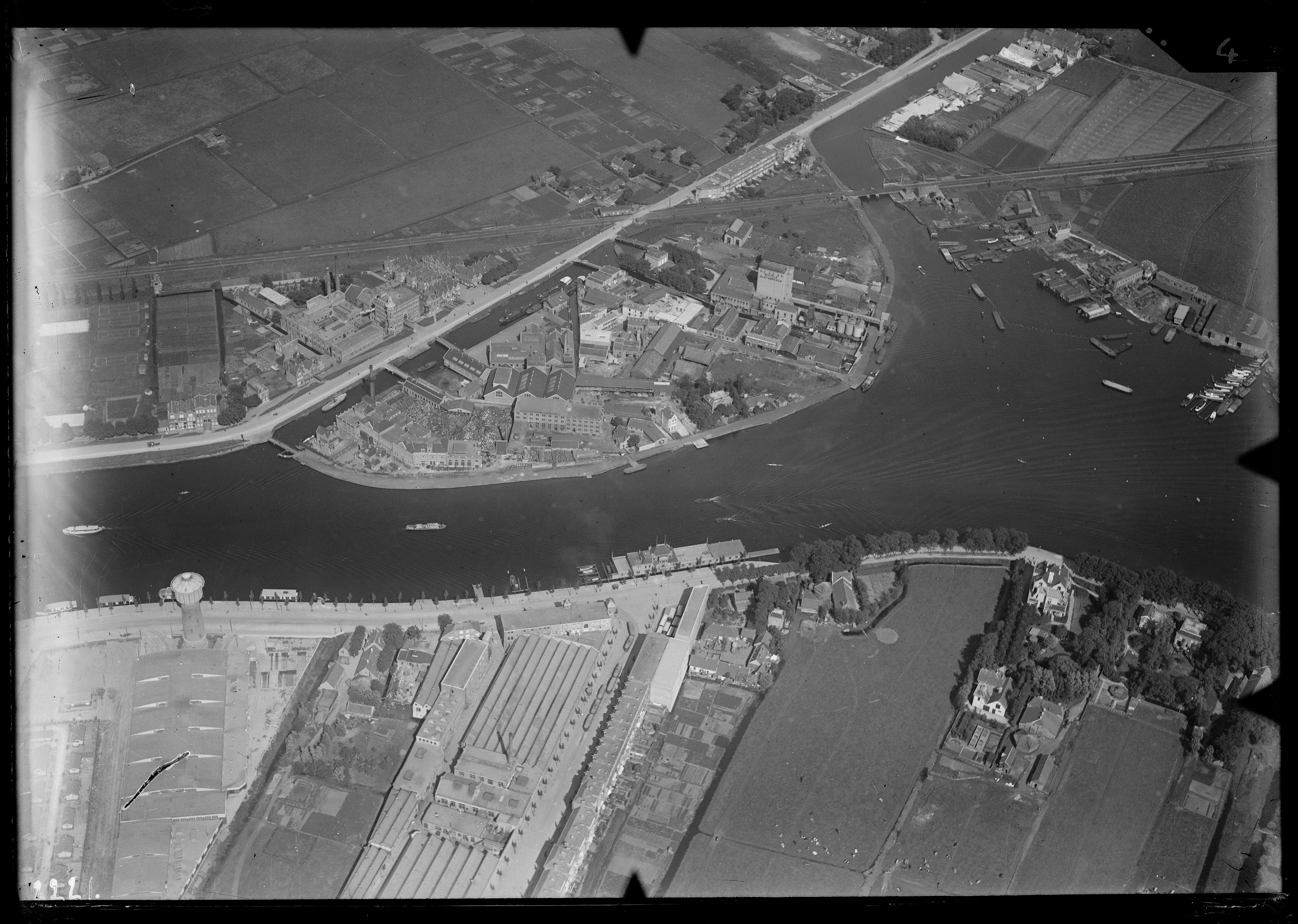
De Omval tussen de Amstel en de Weesperzijde. Links vooraan de Remise Watertoren van de Gemeentetram Amsterdam, voorloper van de Remise Lekstraat, met de oude watertoren van de gemeente Nieuwer-Amstel. Aan de overkant Bertels Oliefabrieken; circa 1920. Luchtvaartafdeeling, 1920-1940.
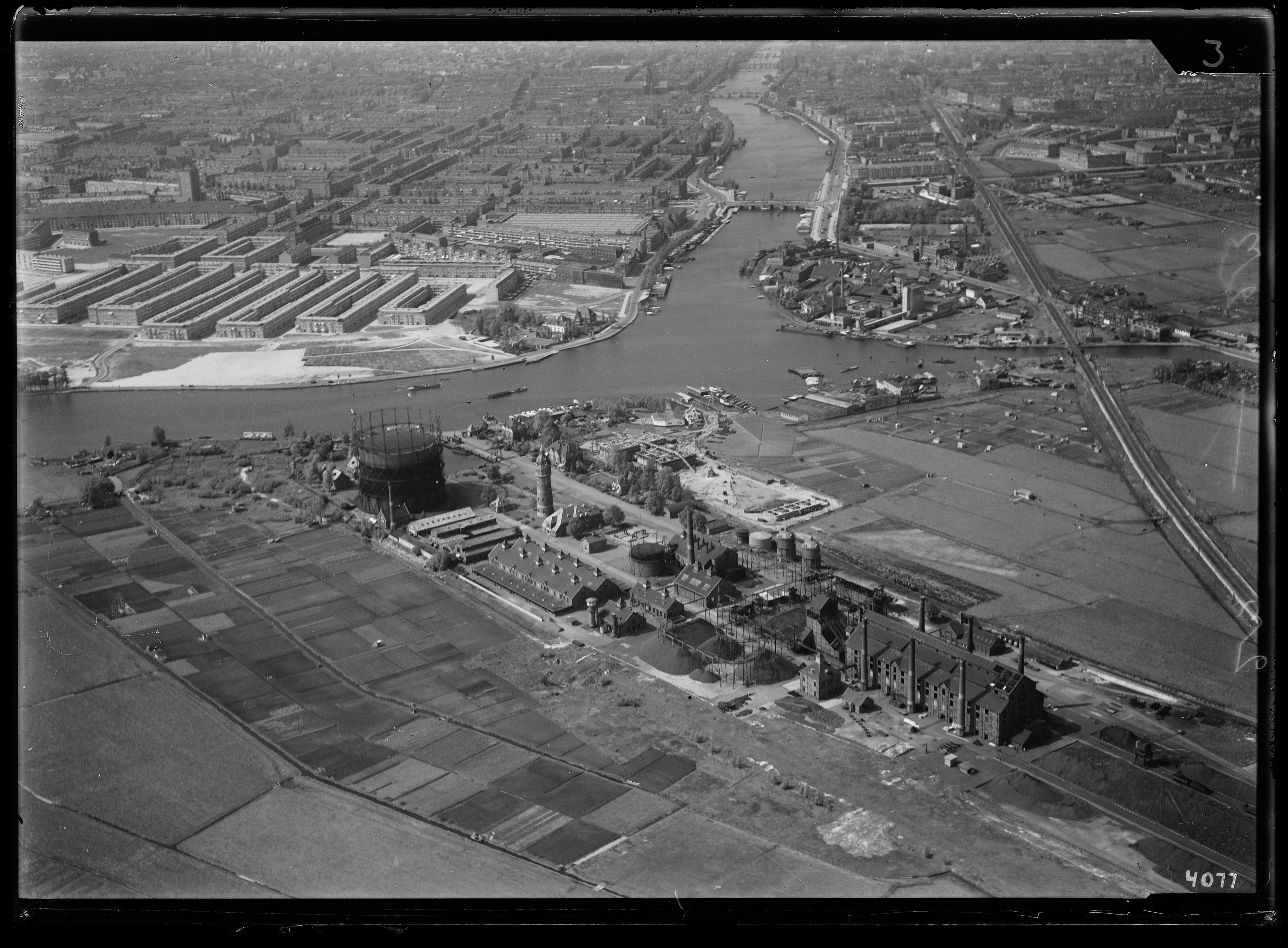
Omval met Berlagebrug van 1932, nog geen Utrechtsebrug en geen Omvalbrug, wel de Zuidergasfabriek met bijbehorende binnenhaven en aanvoerhaventje. Luchtvaartafdeeling, 1932-1940.
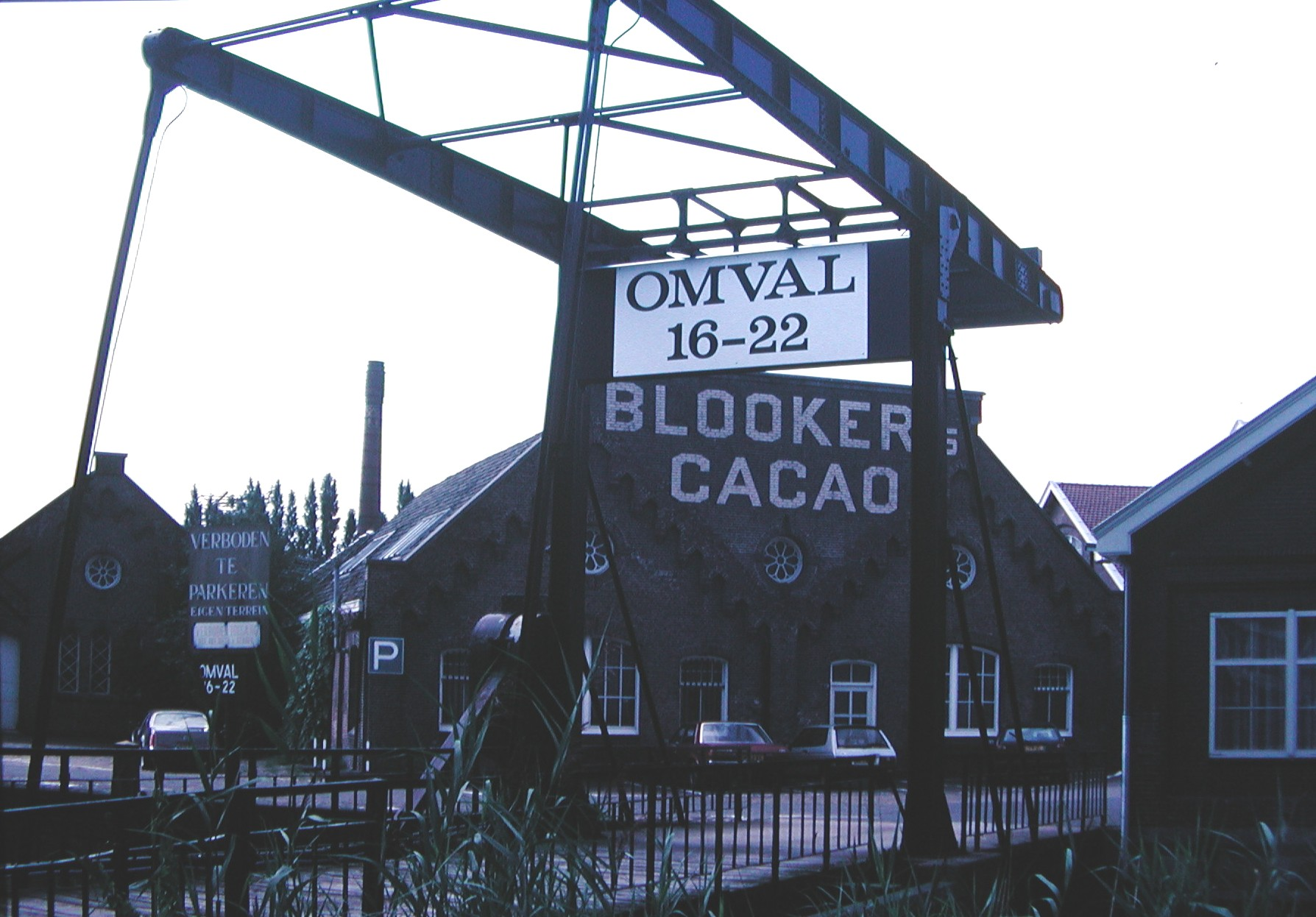
Toegang tot de opslag van cacaofabriek Blooker; ca. 1974.